# Ben Joesoefmadrassa
De Ben Joesoef Madrassa (Koranschool) in Marrakesh wordt beschouwd als een van de oudste onderwijsinstellingen in Marokko. De school werd in 1346 gesticht door de Marinidische Sultan Abbi-Alhassan in de stad Marrakesh, een stad die in die tijd floreerde dankzij haar kennis en cultuur. De naam Ben Joesoef is afgeleid van de Almoravidische sultan Ali Ben Joesoef, die regeerde van 1106 tot 1142. Het gebouw is rond 1570 gebouwd en in 1950 gerestaureerd. De studenten waren gehuisvest in 130 cellen die gelegen zijn rond een binnenplaats die rijkelijk versierd is met cederhout, marmer, zellige-tegelwerk en gipsen ornamenten. De school ontwikkelde zich tot een van de belangrijkste Koranscholen in de islamitische wereld en met 900 studenten tot de grootste in Afrika.